# Cave Junction
Cave Junction is een plaats (city) in de Amerikaanse staat Oregon, en valt bestuurlijk gezien onder Josephine County.

## Demografie
Bij de volkstelling in 2000 werd het aantal inwoners vastgesteld op 1363. In 2006 is het aantal inwoners door het United States Census Bureau geschat op 1376, een stijging van 13 (1,0%).

## Geografie
Volgens het United States Census Bureau beslaat de plaats een oppervlakte van 4,3 km², geheel bestaande uit land. Cave Junction ligt op ongeveer 383 m boven zeeniveau.

## Plaatsen in de nabije omgeving
De onderstaande figuur toont nabijgelegen plaatsen in een straal van 52 km rond Cave Junction.